# So Alone
| Recensione                    | Giudizio |
| ----------------------------- | -------- |
| AllMusic                      | [ 1 ]    |
| Classic Rock                  | [ 2 ]    |
| Mojo                          | [ 3 ]    |
| Q                             | [ 4 ]    |
| The Rolling Stone Album Guide | [ 5 ]    |
| Select                        | 5/5      |
| Spin Alternative Record Guide | 8/10     |
| Uncut                         | [ 8 ]    |

So Alone è l'album discografico di debutto solista del chitarrista statunitense Johnny Thunders, leader degli Heartbreakers ed ex New York Dolls, pubblicato nel 1978.

## Il disco
Dopo la travagliata registrazione di L.A.M.F. con gli Heartbreakers, Thunders fece ritorno in studio ed incise il suo primo vero album da solista, So Alone. L'album vede la presenza di due membri degli Heartbreakers, Walter Lure e Billy Rath, e di molti altri musicisti ospiti, inclusi Chrissie Hynde, Phil Lynott, Steve Marriott, Peter Perrett, Steve Jones e Paul Cook. Il disco contiene un misto di brani originali, e standard ripresi da esibizioni live degli Heartbreakers, e varie cover, tra le quali anche una canzone dei New York Dolls: Subway Train.
La traccia London Boys è una canzone in polemica risposta da parte di Thunders ai Sex Pistols che avevano registrato una canzone chiamata New York per il loro album Never Mind the Bollocks, Here's the Sex Pistols un anno prima, nella quale avevano accusato i New York Dolls di essere dei plagiari.

## Tracce
- Tutte le tracce sono opera di Johnny Thunders, eccetto dove indicato.

Lato 1
1. Pipeline (Bob Spickard, Brian Carman)
2. You Can't Put Your Arms Around a Memory (indicata come You Can't Put Your Arms Round a Memory)
3. Great Big Kiss (Catside, Parsons)
4. Ask Me No Questions
5. Leave Me Alone

Lato 2
1. Daddy Rollin' Stone (Otis Blackwell)
2. London Boys (Billy Rath, Walter Lure, Thunders)
3. (She's So) Untouchable
4. Subway Train (Thunders, David Johansen)
5. Downtown (Thunders, Johansen)

### Bonus tracks edizione CD 1992
1. Dead or Alive
2. Hurtin' (Henri Paul, Thunders)
3. So Alone
4. The Wizard (Marc Bolan)

## Formazione
- Johnny Thunders - chitarra, voce, produzione
- Paul Cook - batteria
- John "Irish" Earle - sassofono
- Paul Gray - basso, batteria
- Chrissie Hynde - voce in Subway Train
- Steve Jones - chitarra
- Koulla Kakoulli - voce
- Mike Kellie - batteria
- Steve Lillywhite - piano, tastiere, produzione, ingegnere del suono
- Walter Lure - chitarra
- Phil Lynott - basso, voce
- Steve Marriott - armonica, piano, tastiere, voce in Daddy Rollin' Stone
- Joe McEwan - produzione
- Steve Nicol - batteria
- Patti Palladin - voce
- Henri Paul - chitarra
- Peter Perrett - chitarra, voce
- Billy Rath - basso
- Peter Gravelle - fotografia
- Molly Reeve-Morrison - coordinatore progetto
- Lee Herschberg - rimasterizzazione
- Ira Robbins - produzione, note interne
- Bill Smith - art direction, design